# Theodor Krohne
Theodor (Ludwig Clemens) Krohne (* 4. Oktober 1846 in Dankelshausen; † 1925 in Königsberg i. Pr.) war ein deutscher Kaufmann und Kommunalpolitiker.

## Leben
Nach der Kaufmannslehre nahm er am Deutsch-Französischen Krieg teil. Er heiratete Anna W. Schimmeyer und übernahm die Fa. Schimmeyer, Garn- und Kurzwaren. Bereits 1878 wurde er Stadtverordneter, 1889 Stadtrat und von 1898 bis 1913 Stadtverordnetenvorsteher. 
Er sorgte für Eingemeindungen, die Entfestigung, den Bau der Stadthalle (Königsberg) und der Handelshochschule Königsberg und die Freilegung und Uferwege des Königsberger Schlossteichs. Er erhielt das Stadttheater, förderte den Schwimmunterricht an den Schulen und rettete das Juditter Stadtwäldchen, das nach ihm benannt wurde. Als Oberbürgermeister Hermann Theodor Hoffmann 1902 starb, hätte Krohne sein Nachfolger werden können. Er verzichtete. Als der Deutsche Städtetag 1908 in Königsberg tagte, verlieh ihm die Stadt die Ehrenbürgerschaft. Der große Saal in der Stadthalle trug seinen Namen. Die Krone Preußen ehrte Krohne, für Kaufleute sehr selten, mit dem  Charakter Geheimer Regierungsrat. 

„Seine schöpferischen Leistungen, edler Gemeinsinn, ritterliche Herzensgüte, unbestechliche Menschenliebe wird in der Geschichte der Stadt nimmer vergessen.“